# Steven Michael Quezada
Steven Michael Quezada (Albuquerque, 15 febbraio 1963) è un attore statunitense.

## Biografia
Celebre per aver interpretato l'agente della DEA Steven Gomez nella serie televisiva Breaking Bad. Quezada  è laureato in arti teatrali presso l'Eastern New Mexico University. Proprio nel mondo del teatro ha svolto le sue prime attività lavorative, scrivendo commedie per compagnie locali, esibendosi poi per molti anni in spettacoli di stand-up comedy. Ha vinto cinque volte il premio New Mexico Hispanic Entertainers Association Comedian of the Year. Nel 2005 esordisce nel mondo del cinema recitando con Guy Pearce in Presagio finale - First Snow.
Nel gennaio 2013 viene nominato insieme al resto del cast principale di Breaking Bad per lo Screen Actors Guild Award per il miglior cast in una serie drammatica.

## Filmografia parziale

### Cinema
- Presagio finale - First Snow (First Snow), regia di Mark Fergus (2006)
- Beerfest, regia di Jay Chandrasekhar (2006)
- Kites, regia di Anurag Basu (2010)
- Love Ranch, regia di Taylor Hackford (2010)
- Warrior Woman, regia di Julie Reichert (2011)
- The Reunion, regia di Michael Pavone (2011)
- The Rambler, regia di Calvin Reeder (2013)
- Supernal Darkness, regia di Joel Bender (2014)
- Light from the Darkroom, regia di Lance McDaniel (2014)
- Outlaws and Angels, regia di JT Mollner (2016)
- Strange Darling, regia di JT Mollner (2023)

### Televisione
- Three Wise Guys, regia di Robert Iscove – film TV (2005)
- Wildfire – serie TV, episodio 2x08 (2006)
- In Plain Sight - Protezione testimoni (In Plain Sight) – serie TV, episodio 1x02 (2008)
- Milagros, regia di Kara Sachs – cortometraggio (2008)
- Breaking Bad – serie TV, 33 episodi (2008-2013)
- Crash – serie TV, episodio 2x01 (2009)
- Surreal Estate, regia di Lori Romero – cortometraggio (2011)
- Powder Pigs, regia di Harrison Sim – cortometraggio (2012)
- Red Clay, regia di Mark F. Ennis – cortometraggio (2013)
- The Participant, regia di Djochoua Belovarski – cortometraggio (2013)
- Better Call Saul – serie TV, episodi 5x03-5x04 (2020)

## Doppiatori italiani
Nelle versioni in italiano dei suoi film, Steven Michael Quezada è stato doppiato da:
- Enrico Di Troia in Breaking Bad, Better Call Saul
- Pasquale Anselmo in Magnum P.I.
- Osmar Santucho ne La festa delle fidanzate
- Paolo Marchese in Strange Darling